# Voodoocult
Voodoocult foi um supergrupo de heavy metal internacional formado em 1994 por Phillip Boa, vocalista da banda Phillip Boa & The Voodooclub. O projeto foi notado especialmente pela reputação dos músicos participantes, como Chuck Schuldiner (líder da banda Death), Dave Lombardo (baterista do Slayer), e Mille Petrozza, da banda alemã de thrash metal Kreator. A banda lançou dois álbuns e se dissolveu em 1996 após a turnê do segundo álbum.

## Membros

### Formação original
- Phillip Boa - vocais
- Chuck Schuldiner - guitarra
- Mille Petrozza - guitarra
- Waldemar Sorychta - guitarra
- Dave "Taif" Ball - baixo
- Dave Lombardo - bateria

### Última formação
- Phillip Boa - vocais
- "Big" Jim Martin - guitarra
- Gabby Abularach - guitarra
- Dave "Taif" Ball - baixo
- Markus Freiwald - bateria

## Discografia

### Álbuns
- Jesus Killing Machine (1994)
- Voodoocult (1995)

### Singles
- "Killer Patrol" (1994)
- "Metallized Kids" (1994)
- "When You Live as a Boy" (1995)